# Nakajima G10N
Nakajima G10N Fugaku (jap. 富岳) – niezrealizowany projekt wytwórni Nakajima japońskiego ciężkiego bombowca o zasięgu międzykontynentalnym, przeznaczonego dla lotnictwa Japońskiej Cesarskiej Marynarki Wojennej. Nazwa własna Fugaku oznaczała górę Fudżi.

## Historia
Japoński przemysł lotniczy przez cały okres wojny zmagał się z problemem wyprodukowania efektywnego bombowca strategicznego. Pionierem w dziedzinie konstrukcji tego typu maszyn była wytwórnia Nakajima. Pierwszą próbą budowy tego typu maszyny był Nakajima G5N, będący zmodernizowaną do pełnienia roli bombowca kopią amerykańskiego samolotu pasażerskiego DC-4E. Najbardziej udanym samolotem był Nakajima G8N, który jednak nie dysponował zasięgiem pozwalającym mu na uderzenia na kontynent amerykański i nie wszedł do produkcji seryjnej przed zakończeniem wojny. Innym, bardzo ambitnym zamierzeniem konstruktorów Nakajimy była maszyna oznaczona kryptonimem "Projekt Z". Miał być to samolot o bardzo dużym zasięgu wynoszącym 18000 km. Brak odpowiedniej jednostki napędowej zmusił wytwórnie do zrewidowania swoich możliwości i urealnienie całego projektu. Wynikiem spojrzenia pod kątem realnych możliwości, a nie pragnień, był projekt G10N. 
W 1943 roku Nakajima dostała zgodę na weryfikacje Projektu Z i stworzenie na jego bazie samolotu zdolnego do zaatakowania Stanów Zjednoczonych, ale napędzanego silnikami w układzie podwójnej gwiazdy Nakajima NK11A (Ha-53-01), sprawiającymi zdecydowanie mniej problemów niż Nakajima Ha-54-01 (w układzie poczwórnej gwiazdy). G10N miał mieć rozmiary zbliżone do tych, jakie osiągnął samolot "Projektu Z", jednak był od niego o 20 ton lżejszy. Było to spowodowane zastosowaniem mniejszych silników, aczkolwiek nadal przewidywano użycie ich aż sześciu. Mniejsze było również uzbrojenie składające się tylko z czterech działek 20 mm. Słabe uzbrojenie strzeleckie rekompensować miała bardzo duża szybkość samolotu. Na wysokości 10 000 metrów miał on rozwijać prędkość około 780 km/h pozwalającą mu uciec przed nieprzyjacielskimi myśliwcami. W 1944 roku przystąpiono do realizacji projektu. Myśląc o przyszłej produkcji seryjnej samolotu, jesienią 1943 roku rozpoczęto rozbudowę hal montażowych Nakajimy w Mitaka, które pomieściły by tak ogromne maszyny. Cały projekt nie miał zbyt wysokiego priorytetu, a część inżynierów przesunięto do bardziej pilnych zadań. Wraz z coraz bardziej zbliżającymi się wojskami amerykańskimi, marynarka wojenna potrzebowała coraz więcej myśliwców i taktycznych bombowców a w końcowym okresie wojny również samolotów samobójczych. W związku z tym cały program budowy G10N został anulowany. Dokumentacja techniczna G10N została zniszczona przed przybyciem Amerykanów.

## Konstrukcja
G10N był całkowicie metalowym, wolnonośnym średniopłatem napędzanym sześcioma silnikami w układzie podwójnej gwiazdy. Usterzenie klasyczne wolnonośne. Kadłub o konstrukcji półskorupowej mieszczący hermetyzowaną kabinę załogi. Kabina, podobnie jak to miało miejsce w bombowcu Boeing B-29 Superfortress, była wpisana w obrys kadłuba. Dzięki takiemu rozwiązaniu ograniczano opory aerodynamiczne. Skrzydła o trapezowym obrysie i dużym wydłużeniu. Trójpodporowe podwozie chowane w locie, przednie do wnęki w kadłubie, główne do wnęk w gondolach silnikowych, każda z goleni ze zdwojonymi kołami. Uzbrojenie strzeleckie miało składać się z czterech działek 20 mm umieszczonych w grzbietowej wieżyczce i dwóch bocznych stanowiskach strzeleckich.